# Асхаб аль-Карья
Асхаб аль-Карья (араб. أصحاب القرية‎ — «жители поселения») или Ахлю Антакья (араб. أهل أنطاكية‎ — «люди Антакьи») — жители небольшого селения в Антакье (Антиохии), которые отвергли посланников Аллаха.

## История
Согласно Корану к этому народу было послано два пророка, а затем ещё один. Когда пророки говорили, что они посланы Аллахом, жители селения обвинили их во лжи и стали угрожать им тем, что побьют их камнями. В этот момент, с окраины селения подошел мужчина, и стал призывать народ уверовать в Аллаха и выслушать Его посланников. В ответ на это жители напали на этого человека и убили его, а Аллах обрадовал его вестью о том, что он стал обитателем рая. Некоторые богословы считаю его мучеником. После этого посланники Аллаха вынуждены были уйти оттуда и Аллах трубным гласом уничтожил этот народ.
Толкователи Корана отождествляют «поселение» с Антиохией. Исламские богословы, идентифицировавшие с Антиохией разошлись во мнении относительно того, когда произошли эти события. Одна группа считала, что описанные в Коране событие произошли после пророка Исы (Иисус) и пояснил, что использованное в Коране слово «посланник» в данном контексте относится не к трём пророкам, а к трём ученикам Исы. По их мнению, убитого звали Хабиб-плотник, известный также как Верующий Ясин.. Другие комментаторы считали, что это повествование произошло гораздо раньше и упомянутых в Коране «посланников» звали Садук, Масдук и Шалум.
Некоторые толкователи, среди которых Ибн Касир, отвергали отождествление с Антиохией, объясняя это тем, что отсутствуют исторические данные о разрушении этого города. Они также говорили, что термин «посланники» в Коране почти всегда относится к пророкам, но не к их ученикам. Некоторые богословы связывали кораническую историю с проповедью Павла и Варнава, описанную в Деяниях Апостолов.